# Midland Valley
De Midland Valley is een breuklijn in Schotland. Het gebied wordt begrensd door twee zeer oude zijschuivingsbreuken die Schotland doorsnijden: de Southern Upland Fault in het zuiden en de Highland Boundary Fault in het noorden.
De twee breuken zijn ongeveer 540 miljoen jaar geleden ontstaan toen Noord-Schotland nog deel uitmaakte van het continent Laurentia, en de andere Britse eilanden nog aan het oude continent Avalonia vastzaten. In de 200 miljoen jaar erna kwamen de twee continenten naar elkaar, en botste Schotland tegen de Britse eilanden. Deze botsing leidde tot de Caledonische plooiing, waarbij de Schotse gebergten werden gevormd.
Ongeveer 400 miljoen jaar geleden draaide Laurentia af naar het zuidoosten. Hierbij liep Schotland wederom zware klappen op. Destijds ontstonden ook de grote breuken aan de zijkanten van de Midland Valley, en een breuk ten noorden van de Schotse Hooglanden. De Midland Valley zelf, ook Central Lowlands genoemd, is het noordelijke deel van de Schotse Laaglanden.
Ongeveer 80% van de Schotten woont in de Midland Valley.